# Inventory
Inventory è la quarta raccolta della band pop punk Buzzcocks. Si tratta di una raccolta su CD dei 14 singoli pubblicati dalla band tra il 1977 ed il 1980.

## Tracce

### Disco 1
1. Breakdown
2. Time's Up
3. Boredom
4. Friends of Mine

### Disco 2
1. Orgasm Addict
2. Whatever Happened To?

### Disco 3
1. What Do I Get?
2. Oh Shit!

### Disco 4
1. I Don't Mind
2. Autonomy
3. Moving Away from the Pulsebeat

### Disco 5
1. Love You More
2. Noise Annoys

### Disco 6
1. Ever Fallen in Love?
2. Just Lust

### Disco 7
1. Promises
2. Lipstick

### Disco 8
1. Everybody's Happy Nowadays
2. Why Can't I Touch It?

### Disco 9
1. Harmony in My Head
2. Something's Gone Wrong Again

### Disco 10
1. You Say You Don't Love Me
2. Raison d'Etre

### Disco 11
1. I Believe Edit
2. I Believe
3. Something's Gone Wrong Again

### Disco 12
1. Are Everything
2. Why She's a Girl from the Chainstore

### Disco 13
1. Airwaves Dream
2. Strange Thing

### Disco 14
1. What Do You Know?
2. Running Free
3. I Look Alone

## Formazione
- Pete Shelley -  voce e chitarra
- Steve Diggle -  chitarra e voce
- Steve Garvey - basso
- John Maher - batteria